# Erol Yıldırım
Erol Yıldırım (* 1. Januar 1944 in Sivas, Türkei) ist ein türkischer Schriftsteller und Literaturlehrer, der seit 1980 in Deutschland lebt.

## Leben
Yıldırım wuchs in Sivas auf und kam 1961 nach Istanbul, wo er 1967 das Abitur machte. Von 1967 bis 1972 studierte er an der Universität Istanbul die Fächer Türkische Sprache und Literatur. Danach unterrichtete er diese Fächer acht Jahre lang an verschiedenen Gymnasien.
1980 wanderte er nach Deutschland aus.
Hier war Yıldırım zunächst bis 1987 als Volkshochschullehrer für Türkische Sprache und Literatur an der VHS Oberhausen tätig. Während dieser Zeit arbeitete er auch als Theaterregisseur. Er unterrichtete an verschiedenen Gymnasien in Düsseldorf, Benrath und Duisburg und kam schließlich 1989 als gymnasialer Oberstufenlehrer an das Bertha-von-Suttner-Gymnasium Oberhausen, wo er bis zu seiner Pensionierung im Jahre 2005 die Türkische Sprache vermittelte.

## Werk
Als Schriftsteller hat Yıldırım mehrere Romane, Gedichtbände und in zahlreichen Anthologien (z. B. des Literaturcafés Faikr Baykurt) veröffentlicht. Literarisch arbeitet er hauptsächlich in türkischer Sprache, aber auch auf Deutsch.

### Auswahl
- Fakir Baykurt (Hrsg.), Sultan Altan-Abut, Erol Yildirim et al.: Ren'e akan şiirler – Gedichte, die in den Rhein fließen. Oberhausen: Ortadoğu, 1994, ISBN 3-925206-91-4
- Literaturcafé Fakir Baykurt (Hrsg.): Aydınlığa akan şiirler – Gedichte, die in das Licht fließen. Hückelhoven: Anadolu, 1997, ISBN 3-86121-066-5
- Literaturcafé Fakir Baykurt (Hrsg.): Dostluğa akan şiirler – Gedichte, die in die Freundschaft fließen. Hückelhoven: Anadolu, 2003, ISBN 3-86121-214-5

## Auszeichnungen (Auswahl)
- Prosapreis Deutscher Taschenbuch Verlag 1987
- Lyrikpreis Zeitschrift „Die Brücke“ 1989
- 3. Preis Literaturwettbewerb des Etos's Universal Culture House Stockholm

## Weblink
- Deutschsprachige Autorenhomepage (Memento vom 11. März 2007 im Internet Archive)